# 윤미영
윤미영(1975년 12월 24일 ~ )은 대한민국의 배우이다.

## 학력
- 영남대학교 환경공학과 졸

## 출연

### 연극
- 2003년 반가워라, 붉은 별이 거울에 비치니
- 2003년 갯골의 아이들
- 2004년 굴미는 맛이 좋다
- 2004년 누가 누구
- 2004년 Le malentendu
- 2004년 보헤미안 랩소디
- 2005년 누가 누구
- 2006년 후궁박빈
- 2007년 털 없는 개
- 2007년 트로트뮤지컬 차차차
- 2007년 아름다운 시인
- 2008년 세여자의 파티
- 2008년 우동 한그릇
- 2008년 병자삼인
- 2009년 크리스마스 캐럴
- 2009년 대머리 여장군
- 2009년 오이디푸스
- 2010년 디 아더 사이드
- 2010년 친철한 이웃씨
- 2011년 뻔뻔한 삼총사
- 2015년 하녀들

### 영화
- 《천하장사 마돈나》 ... 진철 부인 역(2006년)
- 《어머니는 죽지 않는다》 ... 아낙 1 역(2007년)
- 《감자 심포니》 ... 이노끼 부인 역(2009년)
- 《아빠가 여자를 좋아해》 ... 아파트 아줌마 역(2010년)
- 《육혈포 강도단》 ... 신자 며느리 역(2010년)
- 《5백만불의 사나이》 ... 이 부장 역(2012년)
- 《부곡 하와이》 ... 현주 역(2015년)

### 방송
- 2010년 KBS2 특별기획드라마 《추노》 ... 이천삼거리 여각주인 역
- 2010년 SBS 월화드라마 《별을 따다줘》 ... 미용실 원장 역

## 수상
- 100 페스티벌연극제 여자인기상(2010년)
- 제6회 올빛상 신인연기상(2011년)